# Симонишек, Петер
Петер Симонишек (нем. Peter Simonischek; 6 августа 1946[…], Грац — 30 мая 2023, Вена) — австрийский актёр кино, театра и телевидения. Лучший европейский актёр 2016 года по версии Премии Европейской киноакадемии. С 1980 года снялся более чем в шестидесяти фильмах.

## Биография
Родился 6 августа 1946 года в Граце.
Он вырос в Маркт-Хартманнсдорфе, муниципалитете в федеральной земле Штирия, где его отец был дантистом.
Учился в Монастырской гимназии в Санкт-Пауль-им-Лафантталь. Под давлением отца намеревался на стоматолога или зубного техника, но в итоге выбрал архитектурный вуз.
Во время учёбы в университете Симонишек заинтересовался актёрским мастерством и тайно зарегистрировался в Академии музыки и исполнительских искусств в Граце. По окончании учёбы он был занят в театральных труппах Санкт-Галлена, Берна и Schauspielhaus в Дюссельдорфе, а затем с 1979 по 1999 год в качестве члена ансамбля Berliner Schaubühne под руководством Петера Штайна, а затем Андреа Брет. С сезона 1999/2000 года Петр Симонишек принадлежит к постоянной труппе венского Бургтеатра.
На экране дебютировал в 1980 году ролью в телефильме Акселя Корти «Один счастливее другого».
Скончался 29 мая 2023 года в возрасте 76 лет.

## Семья
От первого брака с актрисой Шарлоттой Шваб есть сын Макс, также ставший актёром. С 26 августа 1989 года Петер женат на актрисе Бригитте Карнер. У пары двое сыновей. Сыновья получили музыкальное образование в Венском хоре мальчиков. Петер Симонишек — брат актёра и режиссёра Райнхард Симонишек.

## Избранная фильмография
- Один счастливее другого (ТВ, 1980)
- Страх и любовь (1988) — Массимо
- Чертовщина (1989) — Зен
- Деррик (телесериал, 1990) — доктор Куртиус
- Штокингер (телесериал, 1996) — актёр
- Березина, или Последние дни Швейцарии (1999) — Фриц Ошенбайн
- Людвиг Баварский (2012) — Людвиг фон дер Пфордтен
- Таймлесс. Рубиновая книга (2013) — граф Сен-Жермен
- Таймлесс 2: Сапфировая книга (2014) — граф Сен-Жермен
- Тони Эрдманн (2016) — Винфред Конради / Тони Эрдманн
- Таймлесс 3: Изумрудная книга (2016) — граф Сен-Жермен
- Захер: История соблазна (2016) — Йозеф фон Траунштайн
- Курск (2018) — адмирал Андрей Грузинский
- Армия воров (2021) — слесарь

## Награды и номинации
- Grimme-Preis: 1998 (номинация), 2006, 2012 (победа)
- Austrian Film Award: 2017 (победа)
- Bambi Awards: 2016 (номинация)
- Bavarian TV Awards: 2009 (номинация)
- Ernst Lubitsch Award: 2016 (победа)
- Премия Европейской киноакадемии: 2016 (победа)
- Премия Ассоциации немецких критиков: 2017 (номинация)
- Indiewire Critics' Poll: 2016 (номинация)
- International Cinephile Society Awards: 2017 (победа)
- Премия Лондонского кружка кинокритиков: 2017 (номинация)
- Romy Gala: 2009 (номинация)
- Премия Ассоциации критиков Торонто: 2016 (номинация)
- VVFP Award: 2016 (номинация)